# Gazzetta ufficiale
Una gazzetta ufficiale (in alcuni Stati è denominato bollettino ufficiale) è una pubblicazione periodica curata dagli uffici dello Stato, che riporta testi giuridici (come leggi e decreti) ed altre informazioni giuridiche ufficiali. È sovente una pubblicazione gratuita e disponibile attraverso siti internet. In alcuni Stati (tra cui l'Italia) le leggi entrano in vigore solo quando vengono pubblicate nella Gazzetta ufficiale.
Anche le organizzazioni, le istituzioni, le associazioni hanno dei bollettini; ad esempio i bollettini medici degli ospedali per le notizie del paziente, degli ordini professionali o dei ministeri (in Italia sono raccolte nella biblioteca virtuale dell'Istituto Poligrafico e Zecca dello Stato). La Santa Sede ha il bollettino quotidiano.
I bollettini hanno la cadenza periodica: mensile, settimanale, quotidiana. Oggi, con la rete internet, alla pubblicazione in formato cartaceo si è affiancata la diffusione degli stessi documenti in formato .pdf in ciascuna delle lingue ufficiali di ogni Stato.

## Africa
| Stato    | Titolo originale                            | Titolo in italiano                            | Sito web | Note |
| -------- | ------------------------------------------- | --------------------------------------------- | -------- | ---- |
| Algeria  | الجريدة الرسمية للجزائر                     | Gazzetta ufficiale                            | sito web |      |
| Angola   | Diario da Republica                         | Gazzetta della Repubblica                     | sito web |      |
| Benin    | Journal officiel de la République du Bénin  | Giornale ufficiale della Repubblica del Benin | sito web |      |
| Botswana | Government Gazette                          | Gazzetta del governo                          | sito web |      |
| Kenya    | The Kenya Gazette                           | La Gazzetta del Kenya                         | sito web |      |
| Malawi   | Malawi Government Gazette                   | Gazzetta del governo del Malawi               | sito web |      |
| Marocco  | (AR) للجريدة الرسمية (FR) Bulletin Officiel | Bollettino Ufficiale                          | sito web |      |
| Uganda   | The Uganda Gazette                          | The Uganda Gazette                            | sito web |      |
| Zambia   | Republic of Zambia Government Gazette       | Republic of Zambia Government Gazette         | sito web |      |
| Zimbabwe | Government Gazette                          | Government Gazette                            | sito web |      |

## America
| Stato             | Titolo originale                               | Titolo in italiano                              | Sito web                                                  | Note |
| ----------------- | ---------------------------------------------- | ----------------------------------------------- | --------------------------------------------------------- | --- |
| Antigua e Barbuda | Antigua and Barbuda Official Gazette           | Gazzetta ufficiale                              | sito web                                                  | |
| Argentina         | Boletín Oficial de la República Argentina      | Bollettino Ufficiale della Repubblica Argentina | sito web                                                  | |
| Brasile           | Diário Oficial da União                        | Gazzetta Ufficiale dell'Unione                  | sito web                                                  | Esistono anche delle gazzette o bollettini ufficiali nei 27 Stati federati del Brasile |
| Canada            | (EN) The Canada Gazette (FR) Gazette du Canada | Gazzetta del Canada                             | sito web                                                  | Esistono delle Gazzette ufficiali locali: The Alberta Gazette, The British Columbia Gazette, La Gazette du Manitoba, Gazette royale (Nouveau-Brunswick), The Newfoundland and Labrador Gazette, Gazette des Territoires du Nord-Ouest, The Royal Gazette (Nova Scotia), Gazette du Nunavut, La Gazette de l’Ontario, The Royal Gazette (Prince Edward Island), Gazette officielle du Québec, The Saskatchewan Gazette, The Yukon Gazette |
| Cile              | Diario Oficial de la República de Chile        | Diario Oficial de la República de Chile         | sito web                                                  | |
| Colombia          | Diario Oficial                                 | Diario Oficial                                  | sito web Archiviato il 3 maggio 2016 in Internet Archive. | |
| Guatemala         | Diario de Centro América                       | Giornale del Centro America                     | sito web                                                  | |
| Messico           | Diario Oficial de la Federación                | Giornale Ufficiale della Federazione            | sito web                                                  | |
| Stati Uniti       | Federal Register                               | Registro Federale                               | sito web                                                  | Esistono dei bollettini ufficiali negli Stati federati: California Regulatory Notice Register, Florida Administrative Register, Illinois Register, New Jersey Register, New York State Register, Pennsylvania Bulletin |
| Uruguay           | Diario Oficial                                 | Gazzetta Ufficiale                              | sito web                                                  | |

## Asia
| Stato       | Titolo originale                          | Titolo in italiano                                                 | Sito web                                                   | Note |
| ----------- | ----------------------------------------- | ------------------------------------------------------------------ | ---------------------------------------------------------- | ---- |
| Afghanistan | رسمي جریده                                | Gazzetta ufficiale                                                 | sito web                                                   |      |
| Armenia     | Hayastani Hanrapetutyun                   | Hayastani Hanrapetutyun                                            | sito web                                                   |      |
| Azerbaigian | Azerbaijan                                | Gazzetta ufficiale                                                 | sito web                                                   |      |
| Bangladesh  | বাংলাদেশ গেজেট The Bangladesh Gazette           | The Bangladesh Gazette                                             | sito web                                                   |      |
| Cina        | 國務院公報S Guówùyuàn gōngbào             | Bollettino del Consiglio di Stato della Repubblica popolare cinese | (ZH) sito web (EN) sito web                                |      |
| Giappone    | 官報? Kanpō                               | Bollettino ufficiale                                               | sito web                                                   |      |
| Giordania   | الجريدة الرسمية للمملكة الاردنية الهاشمية | Gazzetta ufficiale del Regno hascemita di Giordania                | sito web                                                   |      |
| Palestina   | الجريدة الرسمية                           | Gazzetta ufficiale                                                 | sito web                                                   |      |
| Thailandia  | ราชกิจจานุเบกษา                             | Gazzetta ufficiale del regio governo thailandese                   | sito web Archiviato il 24 maggio 2021 in Internet Archive. |      |
| Turchia     | T.C. Resmî Gazete                         | Gazzetta ufficiale della Repubblica di Turchia                     | sito web                                                   |      |
| Yemen       | الجريدة الرسمية                           | Gazzetta ufficiale                                                 | sito web                                                   |      |

## Europa
| Stato              | Titolo originale                                                              | Titolo in italiano                                             | Sito web | Note |
| ------------------ | ----------------------------------------------------------------------------- | -------------------------------------------------------------- | -------- | --- |
| Albania            | Qendra e Botimeve Zyrtare                                                     | Centro editoriale ufficiale                                    | sito web | |
| Andorra            | Butlletí Oficial del Principat d'Andorra                                      | Bollettino Ufficiale del Principato d'Andorra                  | sito web | |
| Belgio             | (DE) Belgisches Staatsblatt (FR) Moniteur belge (NL) Belgisch Staatsblad      | Monitore belga                                                 | sito web | |
| Croazia            | Narodne novine                                                                | Giornale del popolo                                            | sito web | |
| Francia            | Journal officiel de la République française                                   | Giornale ufficiale della Repubblica francese                   | sito web | |
| Italia             | Gazzetta Ufficiale della Repubblica Italiana                                  | Gazzetta Ufficiale della Repubblica Italiana                   | sito web | Nelle Regioni italiane ci sono dei Bollettini Ufficiali Regionali; in Sicilia esiste dal 1946 la Gazzetta Ufficiale della Regione Siciliana |
| Malta              | Gazzetta tal-Gvern ta' Malta                                                  | Gazzetta del Governo di Malta                                  | sito web | |
| Polonia            | Dziennik Ustaw Rzeczypospolitej Polskiej                                      | Gazzetta Ufficiale della Polonia                               | sito web | |
| Romania            | Monitorul Oficial al României                                                 | Gazzetta Ufficiale della Romania                               | sito web | |
| Regno Unito        | The London Gazette                                                            | The London Gazette                                             | sito web | Esistono altre gazzette ufficiali locali: The Edinburgh Gazette, The Belfast Gazette, Antigua and Barbuda Official Gazette, Falkland Islands Gazette, South Georgia and South Sandwich Islands Gazette, The Virgin Islands Official Gazette, eccetera |
| San Marino         | Bollettino Ufficiale della Repubblica di San Marino                           | Bollettino Ufficiale della Repubblica di San Marino            | sito web | |
| Spagna             | Boletín Oficial del Estado                                                    | Bollettino Ufficiale dello Stato                               | sito web | Esistono dei bollettini ufficiali delle comunità autonome: Boletín Oficial de la Junta de Andalucía, Boletín Oficial de Aragón, Boletín Oficial del Principado de Asturias, Butlletí Oficial de les Illes Balears, Euskal Herriko Agintaritzaren Aldizkaria, Boletín Oficial de Canarias, Boletín Oficial de Cantabria, Diario Oficial de Castilla–La Mancha, Boletín Oficial de Castilla y León, Diari Oficial de la Generalitat de Catalunya, Diario Oficial de Extremadura, Diario Oficial de Galicia, Boletín Oficial de la Rioja, Boletín Oficial de la Comunidad de Madrid, Boletín Oficial de la Región de Murcia, Nafarroako Aldizkari Ofiziala, Diari Oficial de la Comunitat Valenciana, Boletín Oficial de la Ciudad Autónoma de Ceuta, Boletín Oficial de la Ciudad Autónoma de Melilla |
| Svizzera           | (DE) Bundesblatt (FR) Feuille fédérale (IT) Foglio federale (RM) Fegl federal | Foglio federale                                                | sito web | Nei Cantoni esistono dei bollettini ufficiali denominati dei fogli ufficiali; soltanto nel Cantone dei Grigioni esiste l'unica versione in lingua romancia |
| Città del Vaticano | Acta Apostolicae Sedis                                                        | Gazzetta ufficiale della Santa Sede e della Città del Vaticano | sito web | |

## Oceania
| Stato         | Titolo originale                                   | Titolo in italiano                       | Sito web | Note |
| ------------- | -------------------------------------------------- | ---------------------------------------- | -------- | --- |
| Australia     | Commonwealth of Australia Gazette                  | Gazzetta del Commonwealth dell'Australia | sito web | Esisttono delle Gazzette ufficiali negli Stati e territori federati: Government Gazette of the State of New South Wales, New South Wales Police Gazette and Weekly Record of Crime, Northern Territory of Australia Government Gazette, Queensland Government Gazette, South Australian Government Gazette, Victoria Government Gazette, Victoria Police Gazette, Western Australian Government Gazette |
| Nuova Zelanda | (MI) Te Kāhiti o Aotearoa (EN) New Zealand Gazette | New Zealand Gazette                      | sito web | |
| Vanuatu       | (EN) Official Gazette (FR) Journal Officiel        | Gazzetta Ufficiale                       | sito web | |

## Organizzazioni
| Stato                          | Titolo originale                        | Titolo in italiano                            | Sito web                                                   | Note |
| ------------------------------ | --------------------------------------- | --------------------------------------------- | ---------------------------------------------------------- | ---- |
| Comunità dell'Africa orientale | Gazette                                 | Gazzetta della Comunità dell'Africa orientale | sito web Archiviato il 25 maggio 2021 in Internet Archive. |      |
| Unione europea                 | Official Journal of the European Union  | Gazzetta ufficiale dell'Unione europea        | sito web                                                   |      |
| Santa Sede                     | Acta Sanctae Sedis diurnariis edocendis | Bollettino Sala Stampa della Santa Sede       | sito web                                                   |      |

## Gazzette storiche
| Stato             | Titolo originale         | Titolo in italiano       | Sito web | Note                        |
| ----------------- | ------------------------ | ------------------------ | -------- | --------------------------- |
| Rio de Janeiro    | Gazeta do Rio de Janeiro | Gazeta do Rio de Janeiro | sito web | Pubblicato dal 1808 al 1822 |
| Impero ottomano   | Moniteur ottoman         | Moniteur ottoman         |          |                             |
| Regno di Sardegna | Gazzetta Piemontese      | Gazzetta Piemontese      | sito web |                             |